# Тхужев-Кольонія
Тхужев-Кольонія (пол. Tchórzew-Kolonia) — село в Польщі, у гміні Борки Радинського повіту Люблінського воєводства.
У 1975-1998 роках село належало до Люблінського воєводства.